# Gavsjö
Gavsjö är en sjö i Storumans kommun i Lappland och ingår i Vapstälven-Ranas kustområde. Sjön har en area på 0,0415 kvadratkilometer och ligger 618,3 meter över havet. Sjön avvattnas av vattendraget Raudvasselva.

## Delavrinningsområde
Gavsjö ingår i det delavrinningsområde (730107-145080) som SMHI kallar för Inloppet i Rövattnet. Medelhöjden är 706 meter över havet och ytan är 3,31 kvadratkilometer. Det finns inga avrinningsområden uppströms utan avrinningsområdet är högsta punkten. Avrinningsområdets utflöde Raudvasselva mynnar i havet. Avrinningsområdet består mestadels av skog (60 procent) och kalfjäll (39 procent). Avrinningsområdet har 0,04 kvadratkilometer vattenytor vilket ger det en sjöprocent på 1,3 procent.